# Răzvad
Răzvad es una comuna ubicada en el distrito de Dâmbovița, Rumania.

## Superficie
Posee una superficie de 41,86 kilómetros cuadrados.

## Demografía
Hasta 2021 la población era de 8729 habitantes, con una densidad de población de 208,5 habitantes por kilómetro cuadrado.